# 田口久美
田口 久美（たぐち くみ、1952年12月23日 - ）は、日本の女優。歌手。本名：コンスタンス・クミ・アーノルド。アメリカ国籍。オスカー企画。身長168cm。B85cm、W60cm、H88cm（1975年10月）。デビュー当初はカニー小林名義で活動していた。

## 経歴
アメリカ・ノースカロライナ州生まれ。父はアメリカ人の元軍人で、除隊後は大工になった。母は日本人。2歳の時、母と帰国。6歳まで神奈川県横浜市で暮らした後、母に福岡県福岡市の祖母宅へ預けられる。1971年、九州女子高等学校（現・福岡大学附属若葉高等学校）卒業後、上京し、資生堂美容学校を出て美容師免許を取得。レブロンの美容室でインターンをしていた1974年7月、お客として店に来た西城秀樹や安西マリア、五十嵐淳子らをスカウトした上条英男に芸能界入りを薦められ、1975年、東映『ウルフガイ 燃えろ狼男』でデビュー。同年男性雑誌に掲載された「エマニエル＋モンロー＝田口久美」というグラビアを見た日活が『東京エマニエル夫人』の主役に抜擢した。同作は3億円の大ヒットで、一躍ポルノスターNo.1の座にのし上がった。1976年日劇ミュージックホール公演「'76恍惚の秘めあそび」では、僅か二景の出演だったが、田口効果でお客が連日殺到し、同ホール5年ぶりの大ヒットとなった。
その後、薬物の使用で、情緒不安定になったとされる。

## 出演

### 映画
- ウルフガイ 燃えろ狼男（1975年、東映）※カニー小林名義
- 東京エマニエル夫人（1975年、日活）
- 東京エマニエル夫人 個人教授（1975年、日活）
- 東京ディープスロート夫人（1975年、東映）
- 修道女ルナの告白（1976年、日活）
- 撃たれる前に撃て！（1976年、松竹）
- あるコールガールの証言 露出（1976年、日活）
- 国際線スチュワーデス 官能飛行（1976年、日活）
- 江戸川乱歩の陰獣（1977年、松竹）
- 日本の首領　完結篇（1978年、東映）
- 白昼の死角（1979年、東映）

### テレビドラマ
- バーディ大作戦 第48話「必殺!ママに捧げる犯罪」（1974年、TBS / 東映）
- Gメン'75 第1話「エアポート捜査線」（1975年、TBS / 東映） - 客室乗務員 ※カニー小林名義
- さよならの夏（1976年、NTV）
- 情炎・遥かなる愛（1977年、NTV）
- 新・必殺仕置人 第27話「約束無用」（1977年、ABC / 松竹） - お梶
- 大追跡（1978年、NTV / 東宝）
  - 第5話「潜入刑事」
  - 第19話「ご不要な亭主、始末します」
- 大空港 第59話「ダイナマイト抱いた女刑事!!」（1979年、CX / 松竹） - キャサリンICPO捜査官
- 探偵物語 第10話「夜の仮面」（1979年11月20日、NTV）
- 斬り捨て御免! 第1話「炎と燃える三十六番所の灯」（1980年、東京12チャンネル / 歌舞伎座テレビ） - おりん
- 大激闘マッドポリス'80 第4話「切り札は黒いクイーン」（1980年、NTV / 東映） - 石神聖子
- プロハンター 第8話「夜を探せ」（1981年、NTV）

### その他
- 日劇ミュージックホール（1976年、1977年、1978年正月特別公演）

### ディスコグラフィ

#### シングル
| 発売日         | A/B面          | タイトル       | 作詞家         | 作曲家         | 編曲家         | 規格           | 規格品番       |
| キングレコード | キングレコード | キングレコード | キングレコード | キングレコード | キングレコード | キングレコード | キングレコード |
| -------------- | -------------- | -------------- | -------------- | -------------- | -------------- | -------------- | -------------- |
| 1975年10月21日 | A              | めくるめく季節 | 増永直子       | 佐藤健         | 佐藤健         | EP             | BS-1971        |
| 1975年10月21日 | B              | 個人教授       | 増永直子       | 佐藤健         | 佐藤健         | EP             | BS-1971        |